# Yrjö Linko
Yrjö Antti Linko (Hanko, Uusimaa, 1 de febrer de 1885 – Turku, 22 de març de 1934) va ser un gimnasta finlandès que va competir durant els primers anys del segle xx.
El 1908 va prendre part en els Jocs Olímpics de Londres, on va guanyar la medalla de bronze en la prova del concurs complet per equips.